# Dominic Lumon
Dominic Lumon (ur. 1 czerwca 1948 w Mongsang Pangtha) – indyjski duchowny rzymskokatolicki, w latach 2006–2023 arcybiskup Imphal.

## Życiorys
Święcenia kapłańskie otrzymał 8 lutego 1977 i został inkardynowany do ówczesnej diecezji Kohima-Imphal. Po dwuletnim stażu duszpasterskim w Manipur został prefektem studiów seminarium w Dimapur, zaś w 1984 został dyrektorem centrum duszpasterskiego w Imphal. W 1987 został mianowany rektorem niższego seminarium w tymże mieście. Po ukończeniu trzyletniej kadencji pracował jako proboszcz w kilku parafiach archidiecezji Imphal, zaś w 1996 został jej wikariuszrm generalnym.

### Episkopat
18 stycznia 2002 został mianowany przez papieża Jana Pawła II arcybiskupem koadiutorem Imphal. Sakry biskupiej udzielił mu 7 kwietnia 2002 ówczesny zwierzchnik archidiecezji, Joseph Mittathany. 12 lipca 2006, w wyniku przejścia na emeryturę abp. Mittathany'ego, objął rządy w archidiecezji.
7 października 2023 papież Franciszek przyjął jego rezygnację z funkcji arcybiskupa Imphal